# Pfarrkirche Ritzing

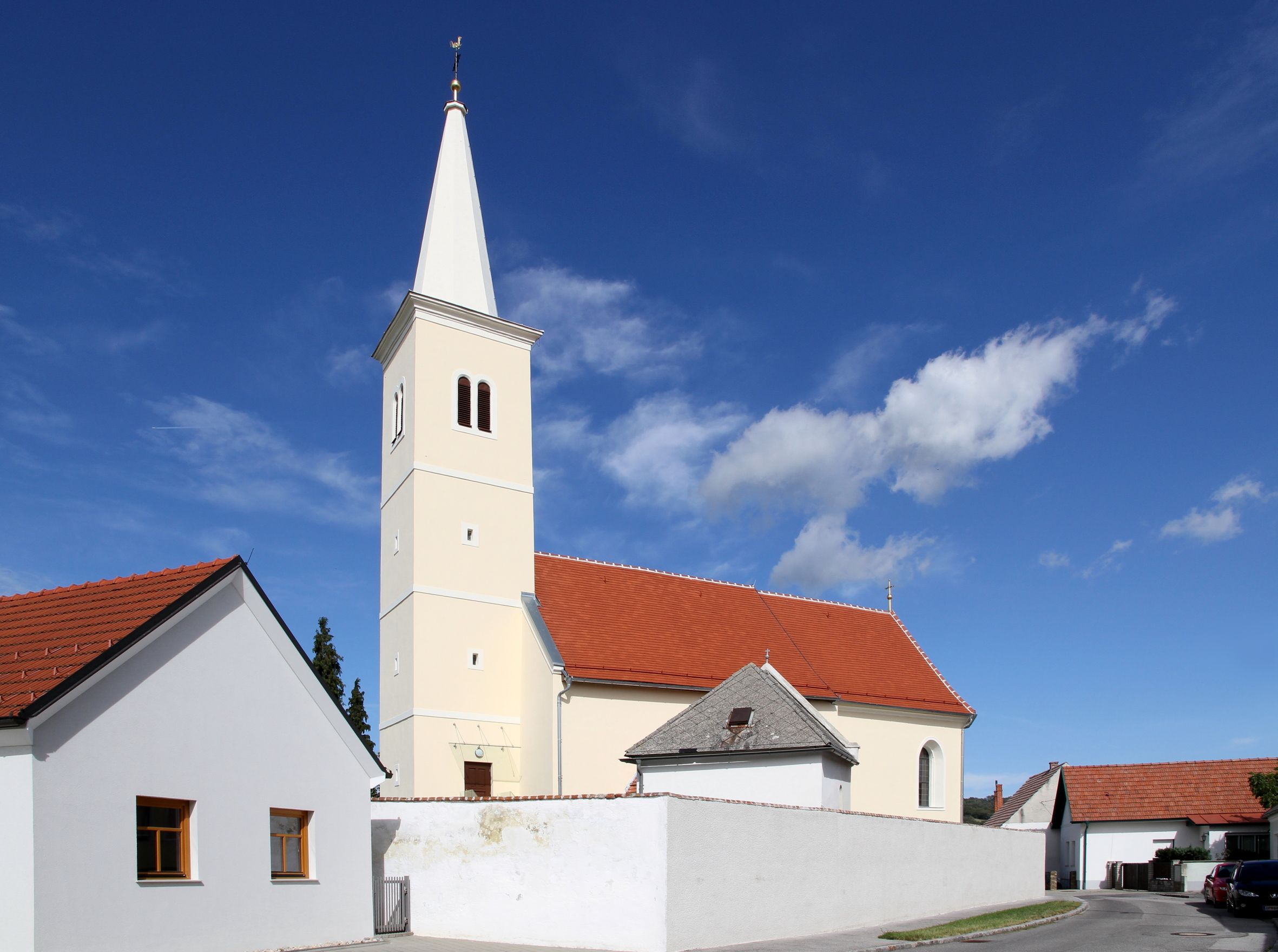
Pfarrkirche Ritzing

Die römisch-katholische Pfarrkirche Ritzing steht im alten, mit Wehrmauern umgebenen Friedhof am südwestlichen Ende der Gemeinde Ritzing (ungarisch: Récény, kroatisch: Ricinja) im Bezirk Oberpullendorf im Burgenland. Sie ist dem heiligen Jakobus dem Älteren geweiht und gehört zum Dekanat Deutschkreutz. Die Kirche steht unter Denkmalschutz (Listeneintrag).

## Geschichte
Die Pfarrkirche Ritzing wurde 1663 erstmals urkundlich erwähnt. Der Kern des Baues ist mittelalterlich, der Chor wurde im 15. Jahrhundert errichtet. In den Jahren 1640 bis 1667 wurde das Gotteshaus barockisiert. 1972 bis 1975 erfolgte eine umfassende Restaurierung. 

## Kirchenbau
Im Westen ist der Kirchturm über quadratischem Grundriss mit steinernem Turmhelm aus dem 17. Jahrhundert dem Kirchenschiff vorgestellt. Die romanische Nordseite des Kirchenschiffs besteht aus Quadermauerwerk. Der im 15. Jahrhundert entstandene Chor hat einen Fünfachtelschluss. Nach Norden schließt an den Chor die Sakristei an, nach Süden an das Kirchenschiff ein Zubau, beide rezent. An der Südwand der Kirche befindet sich ein Epitaph für Georg Tarnoczy († 1683) und dessen Gattin († 1684).
Das dreijochige Kirchenschiff mit einem Kreuzgratgewölbe stammt aus dem 17. Jahrhundert. Die dreiachsige Empore liegt auf einem Kreuzgratgewölbe. Der runde Triumphbogen wird in etwa drei Metern Höhe durch Konsolen abgefangen. Auch das Chorjoch hat ein Kreuzgratgewölbe. Das Portal zur Sakristei hat einen Kragbogensturz. Über dem Altarraum mit einer einfach ausgestalteten Sakramentsnische ist ein gratiges Sterngewölbe. 

## Ausstattung
Der um 1700 entstandene Hochaltar ist ein Säulenaltar mit halbrunder Nische und seitlich durchbrochenen Ohren. Der Altar weist reichen Figurenschmuck auf: in der Mitte eine Christusfigur, die zwischen den Heiligen Anna und Josef kniet, außen der heilige Urban und der heilige Stephanus. Im Altaraufsatz steht die heilige Dreifaltigkeit zwischen der heiligen Katharina und der heiligen Barbara. 
Die Kanzel, deren Korb entfernt wurde, entstand um 1700. An der Wand befinden sich Figuren der vier Evangelisten und von Jesus. Der Schalldeckel hat ein verkröpftes Gesims und eine Wappenkartusche. Weiters befinden sich am Schalldeckel Skulpturen der vier Kirchenväter, darüber der Erzengel Michael. 
In einer kleinen Nische im Chor befindet sich die kleine barocke Figur einer Maria Immaculata.